# Estación de El Chaparral
El Chaparral es una estación ferroviaria situada en el municipio español de Córdoba, en la provincia de Córdoba, comunidad autónoma de Andalucía. Las instalaciones cumplen funciones de apartadero.

## Situación ferroviaria
Las instalaciones ferroviarias se encuentran situadas en el punto kilométrico 16,3 de la línea férrea de ancho ibérico Córdoba-Málaga, entre las estaciones de Valchillón y Torres Cabrera. El tramo es de vía única y está electrificado. 

## Historia
A diferencia de lo sucedido con otras estaciones de la línea, que entraron en servicio en 1865, las instalaciones de El Chaparral no fueron levantadas hasta la década de 1920. Las obras corrieron a cargo de la Compañía de los Ferrocarriles Andaluces. En 1941, con la nacionalización de la red ferroviaria de ancho ibérico, la estación pasó a ser gestionada por RENFE. Desde enero de 2005 Renfe Operadora explota la línea mientras que Adif es la titular de las instalaciones ferroviarias.

## Instalaciones ferroviarias
La antigua estación poseía dos plantas. En la baja encontramos varias dependencias en las que se adivinan una antigua oficina, una sala de espera y una ventanilla de venta de billetes. La planta superior, a la que se accede por la parte trasera de la estación, posee diversas habitaciones con doce ventanas, hoy tapiadas, que dan al exterior. El elemento más curioso de la estación es la caseta acristalada que encontramos en la fachada del edificio.
Debido a la falta de uso y a su estado ruinoso, Adif procedió a la demolición del antiguo edificio de viajeros en abril de 2021. La nueva estación, de una sola planta y mucho más reducida, cumple funciones logísticas como el control del tráfico de trenes de mercancías que circulan por la línea.